# Guðmann Þórisson
Guðmann Þórisson (30 gennaio 1987) è un ex calciatore islandese, di ruolo difensore.

## Carriera

### Club
La carriera di Þórisson è cominciata con la maglia del Breiðablik, per poi passare ai norvegesi del Nybergsund-Trysil. Ha esordito nella 1. divisjon il 18 luglio 2010, subentrando a Christoffer Solbakken nella sconfitta casalinga per 0-1 contro il Sandnes Ulf. Dopo la retrocessione del campionato 2011, Þórisson è tornato in Islanda per militare nelle file dello FH Hafnarfjörður. Nel 2014 si è trasferito in Svezia, al Mjällby. Tornato allo FH Hafnarfjörður nel 2015, il 30 aprile 2016 è passato al KA Akureyri con la formula del prestito.

### Nazionale
Conta una presenza in Nazionale.

## Palmarès

### Club

#### Competizioni nazionali
- Campionato islandese: 2

FH Hafnarfjörður: 2012, 2015
- Supercoppa d'Islanda: 1

FH Hafnarfjörður: 2013